# Lingue arabe maghrebine
L'arabo maghrebino costituisce un gruppo di varianti della lingua araba parlate nel Maghreb, zona che include la Tunisia, l'Algeria, il Marocco e la Libia. I parlanti chiamano la propria lingua dārija (in arabo الدارجة‎?), che significa "dialetto". Questa viene usata principalmente come lingua parlata; le comunicazioni scritte avvengono principalmente in arabo moderno standard.
La darija è usata per quasi tutte le comunicazioni orali, e anche negli sceneggiati televisivi o sui cartelloni pubblicitari. La darija è caratterizzata da un importante sostrato berbero. L'arabo maghrebino ha inoltre testimoniato importanti influenze del romanzo d'Africa, del punico, dello spagnolo e del francese.

## Varianti

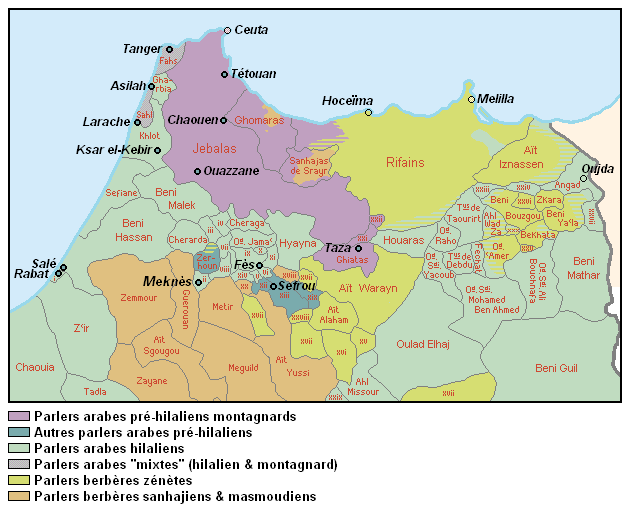
Mappa etno-linguistica del Marocco settentrionale: i dialetti hilalici sono evidenziati in verde chiaro, quelli pre-hilalici in viola (varianti montane) e in blu (varianti urbane).

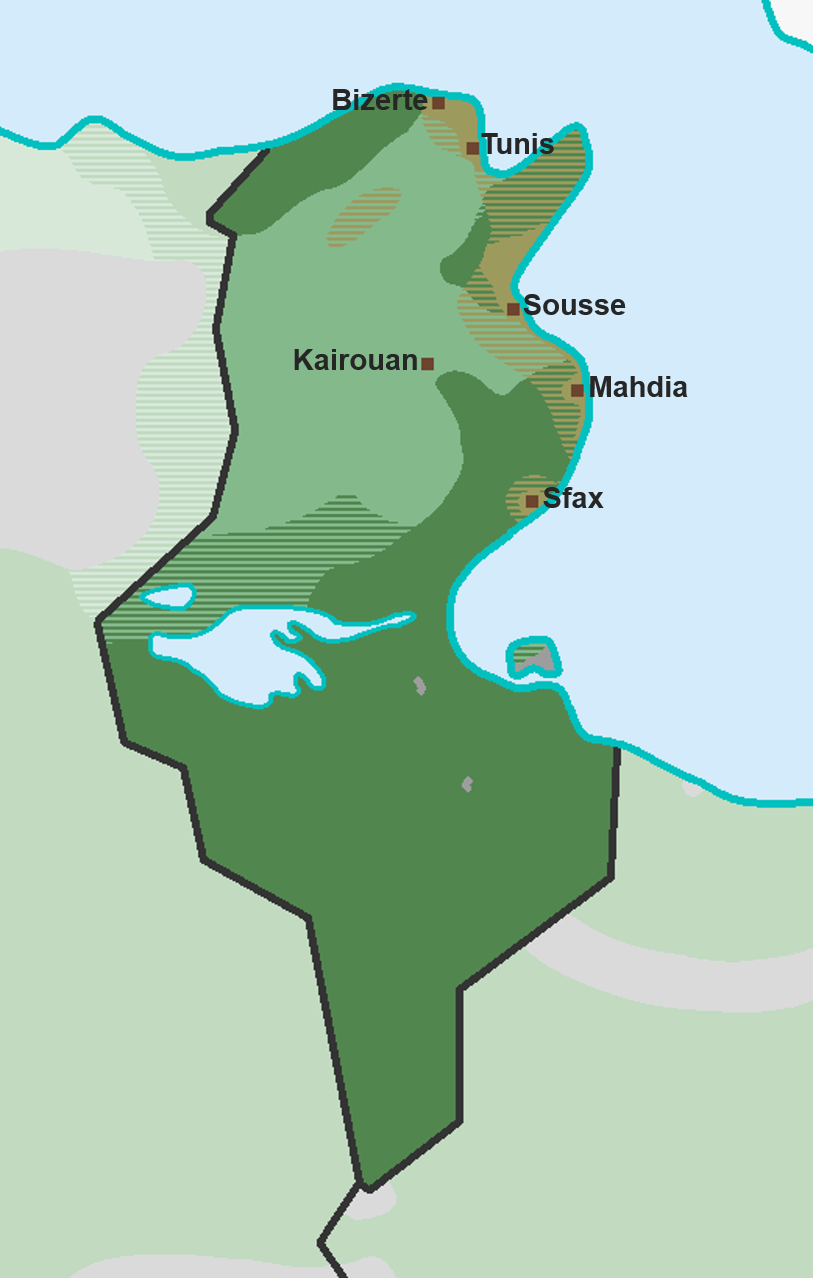
Distribuzione geografica delle diverse varianti dell'arabo in Tunisia. In verde sono indicati i dialetti hilalici e in marrone quelli pre-hilalici.

L'arabo maghrebino comprende una moltitudine di dialetti, divisi principalmente in due famiglieː da una parte i dialetti pre-hilalici e dall'altra i dialetti hilalici.
Secondo le normative ISO 693-3, le lingue arabe maghrebine riconosciute sono 12: arabo algerino (arq), arabo sahariano (aao), arabo giudeo-tripolitano (yud), arabo giudeo-tunisino (ajt), hassaniyya (mey), arabo giudeo-marocchino (aju), arabo libico (ayl), maltese (mlt), arabo andaluso (xaa), arabo marocchino (ary), arabo tunisino (aeb), siculo-arabo (sqr).

### Dialetti pre-hilalici
I dialetti pre-hilalici si sono sviluppati nelle prime fasi dell'arabizzazione del Maghreb, tra il VII e il XII secolo nelle principali città e in alcune zone montuose e comprendono:
- l'arabo andaluso;
- l'arabo siciliano, compreso il maltese;
- gli antichi dialetti urbani, fortemente influenzati dall'arabo andaluso a causa del vasto flusso migratorio di profughi musulmani andalusi. Si suddividono in due gruppi distinti: il primo è costituito dai dialetti orientali (tipici di Algeria orientale, Tunisia e Tripolitania), caratterizzati dalla presenza di tre vocali lunghe, mentre il secondo gruppo è costituito dai dialetti occidentali (tipici di Marocco e Algeria occidentale), caratterizzati dall'esistenza di due vocali lunghe e dall'articolo indefinito waḥed el.[4] Tipici dialetti urbani pre-hilalici sono quelli di Fès, Rabat, Salé, Taza, Tétouan, Ouezzane, Chefchaouen, Tangeri, Assila, Larache, Ksar El Kebir, Moulay Idriss Zerhoun, Sefrou, Meknès, Marrakech, Azemmour, Tlemcen, Orano, Mazouna, Mascara, Nedroma, Mostaganem, Ténès, Cherchell, Miliana, Médéa, Algeri, Dellys, Béjaïa, Costantina, Tunisi, Mahdia, Susa, al-Qayrawan, Biserta, Sfax e Tripoli.[5][6][7][8] I dialetti di Ouezzane, Chefchaouen, Assila, Larache, Ksar el-Kebir e Tangeri sono influenzati dai dialetti montani, mentre quelli di Tripoli, Marrakech e di Meknès dai dialetti beduini. I dialetti urbani di Tripoli, Orano, Azemmour, Mazouna e Mascara sono oggi estinti, sostituiti negli ultimi secoli da dialetti hilalici portati da immigrati dalle zone rurali;
- i dialetti parlati dalle comunità ebraiche maghrebine, come le varianti dell'arabo giudeo-marocchino, dell'arabo giudeo-tunisino e dell'arabo giudeo-tripolitano;
- i dialetti rurali e montani come:
  - l'arabo jebli parlato nel Rif occidentale e meridionale; si suddivide nei dialetti settentrionali (parlati in origine da tribù Masmuda e Ghomara) e in quelli meridionali (parlati originariamente da tribù Zanata e Sanhaja);[5][9]
  - i dialetti delle tribù del Zerhoun e della regione di Sefrou (i Zerahna nella zona di Zerhoun e i Kechtala, i Behalil e i Yazgha nella zona di Sefrou), la cui area era molto più vasta prima del XII secolo;
  - i dialetti della regione di Trara;
  - l'arabo jijeli, parlato nella regione della Piccola Cabilia, nella zona attorno a Jijel;
  - i dialetti del Sahel tunisino.

### Dialetti hilalici
I dialetti hilalici, definiti anche "beduini", si sono diffusi nel Maghreb in seguito all'immigrazione delle tribù dei Banu Hilal, avvenuta nell'XI secolo.
I dialetti hilalici si suddividono in quattro sottogruppi: Sulaym (parlati in Libia e Tunisia meridionale), hilalici orientali (Tunisia e Algeria orientale), hilalici occidentali (Algeria centrale) e Mâqil (parlati in Algeria occidentale e Marocco). I dialetti hilalici sono parlati in Marocco occidentale (nelle regioni di Doukkala, Abda, Tadla, Chaouia, Zaër e Sraghna) e orientale (in particolare nelle regioni di Oujda e di Tafilalt), nel Hauts Plateaux algerino, nelle regioni interne della Tunisia e in Libia. In Sahara occidentale, Mauritania, Marocco meridionale, Mali nord-occidentale e Algeria sud-occidentale, il dialetto arabo è di tipo Mâqil ed è conosciuto come hassaniyya.
Nel corso del XX secolo, l'esodo rurale verso le grandi città del Maghreb (in particolare Casablanca, Rabat, Algeri, Orano e Tunisi) ha portato allo sviluppo delle moderne koinè marocchina, algerina e tunisina. Le koinè si sono sviluppate sulla base dei dialetti hilalici degli immigrati e, affermandosi a partire dagli anni 1960 nei mezzi di comunicazione di massa, sono divenute lingua franca e hanno comportato la recessione degli antichi dialetti urbani pre-hilalici (ora parlati solamente dalle antiche famiglie nei centri storici).
- Un giovane uomo marocchino di Salé che parla arabo marocchino.
- Un giovane uomo che parla arabo algerino.
- Una giovane donna che parla in arabo tunisino.

## Caratteristiche
Una caratteristica comune a tutti i dialetti maghrebini è l'uso di un prefisso "k" per tutte le persone, seguito dalla consonante o vocale relativa al numero e al genere, n- per esempio per i verbi alla prima persona singolare. Questo a differenza delle forme dialettali medio orientali e dell'arabo standard (in quest'ultima lingua, tale prefisso coincide con l'indice di I persona plurale, ma in arabo maghrebino quest'ultima forma è caratterizzata anche dall'aggiunta di un suffisso -u). Dunque il verbo alla prima persona singolare prevede l'uso del prefisso "kn", alla seconda "kt" alla terza "ki" e così via.

## Lessico
Il lessico dei dialetti maghrebini è caratterizzato anche dalla presenza di numerose influenze lessicali dal berbero, dal francese (in Marocco, Algeria e Tunisia), dallo spagnolo, dal punico e dal romanzo d'Africa.

## Fonetica
La pronuncia maghrebina è caratterizzata dalla presenza, peraltro corretta, della lettera "qaf", omessa invece dai dialetti egiziano e medio orientali, per poi riapparire nelle regioni del golfo. La pronuncia prevede inoltre molto spesso l'eliminazione delle vocali all'interno di verbi e sostantivi. Questo rende l'arabo maghrebino molto spesso difficile da comprendere. Problema che invece in genere non hanno i maghrebini, infatti essi capiscono e parlano facilmente le forme dialettali orientali.
Per molti secoli dopo la conquista islamica del Maghreb l'arabo era parlato solo nelle grandi città. Solo qualche secolo dopo la lingua si è diffusa nelle zone periferiche e nelle aree delle popolazioni nomadi a spese delle lingue berbere; al giorno d'oggi queste lingue coesistono.

### Dizionari
- Marcelin Beaussier, Mohamed Ben Cheneb e Albert Lentin, Dictionnaire pratique arabe-français, Parigi, Ibis Press, 2007, ISBN 978-2-910728-55-7.